# Oyo
Oyo este un oraș în provincia cu același nume din Nigeria. În 2006 număra o populație de 450.000 locuitori. Se întinde pe o suprafață de 525,75 km².